# Бузулук (приток на Самара)
Бузулук (Елшанка) (на руски: Бузулук, Елшанка) е река в югозападната част на Оренбургска в Русия, ляв приток на Самара (ляв приток на Волга). Дължина 248 km. Площ на водосборния басейн 4460 km².
Река Бузулук води началото си от северния склон на възвишението Общ Сърт, на 260 m н.в., западно от село Старая Белогорка По цялото си протежение тече през хълмисти райони в широка и плитка долина, в която силно меандрира, в горното и средното течение на запад, а в долното течение – в посока север-североизток. Влива се отляво в река Самара (ляв приток на Волга), при нейния 269 km, на 63 m н.в., в чертите на град Бузулук, в западната част на Оренбургска област. Основен приток река Тананик (63 km, ляв). Бузулук има смесено подхранване с преобладаване на снежното, с ясно изразено пролетно пълноводие. Среден годишен отток в устието 7,7 m³/s. По течението ѝ са разположени множество, предимно малки населени места, в т.ч. районният център село Курманаевка, а в устието град Бузулук.